# Чупр, Михал
Михал Чупр (чеш. Michal Čupr, род. 23 декабря 1991, Усти-над-Лабем) — чешский фехтовальщик-шпажист, бронзовый призёр летних Олимпийских игр 2024 года. Участник летних Олимпийских игр 2024 года.

## Биография
В 2009 году Михал стал чемпионом Европы среди юниоров в личном зачете.
В июле 2024 года на летних Олимпийских играх в Париже, в командных соревнованиях в составе чешской четвёрки стал бронзовым призёром Игр. Михал был подменным шпажистом в команде Чехии и провёл один бой, когда заменил Мартина Рубеша.
В 2016 году получил степень бакалавра географии на естественнонаучном факультете Университета Яна Евангелисты Пуркине, а затем, в 2019 году, степень бакалавра физиотерапии на факультете медицинских исследований того же университета. в 2024 году работал физиотерапевтом в Теплице.